# Eckerö
Eckerö è un comune finlandese di 939 abitanti, situato nella regione delle isole Åland. È il comune più occidentale del paese.

## Società

### Lingue e dialetti
Lo svedese è l'unica lingua ufficiale di Eckerö; 10,4% parlano altre lingue, compreso il finlandese (5,6%).
| %     | Ripartizione linguistica (gruppi principali) |
| ----- | -------------------------------------------- |
| 89,6% | madrelingua svedese                          |
| 5,6%  | madrelingua finlandese                       |